# Dwight Weakley
Dwight Glenroy Weakley (sinh ngày 19 tháng 12 năm 1969) là 1 vận động viên cricket người Bahamas. Weakley là 1 right-handed batsman và ném kiểu slow left-arm orthodox, anh đã chơi cho đội tuyển quốc gia 24 trận.
Weakley chơi trận đầu tiên cho Bahamas tại giải 2002 ICC Americas Championship đối đầu với đội Mỹ.	
Weakley chơi trận Twenty20 đầu tiên cho đội tuyển quốc gia với đội Cayman Islands ở vòng 1 giải 2006 Stanford 20/20. Anh ghi được 10 runs trong 8 balls. Weakley thi đấu trận Twenty20 thứ 2 và cũng là cuối cùng cho Bahamas ở vòng 1 giải 2008 Stanford 20/20 khi tiếp Jamaica anh ghi được 8 runs trong 9 balls trước khi bị loại bởi David Bernard.
Weakley đã tham gia giải 2008 ICC World Cricket League Division Five và 2010 ICC Americas Championship Division 2. Weakley đã đại diện cho Bahamas trong giải 2010 ICC Americas Championship Division 1.

## Liên kết khác
- Dwight Weakley at Cricinfo
- Dwight Weakley at CricketArchive